# Praha 15 (1949–1960)

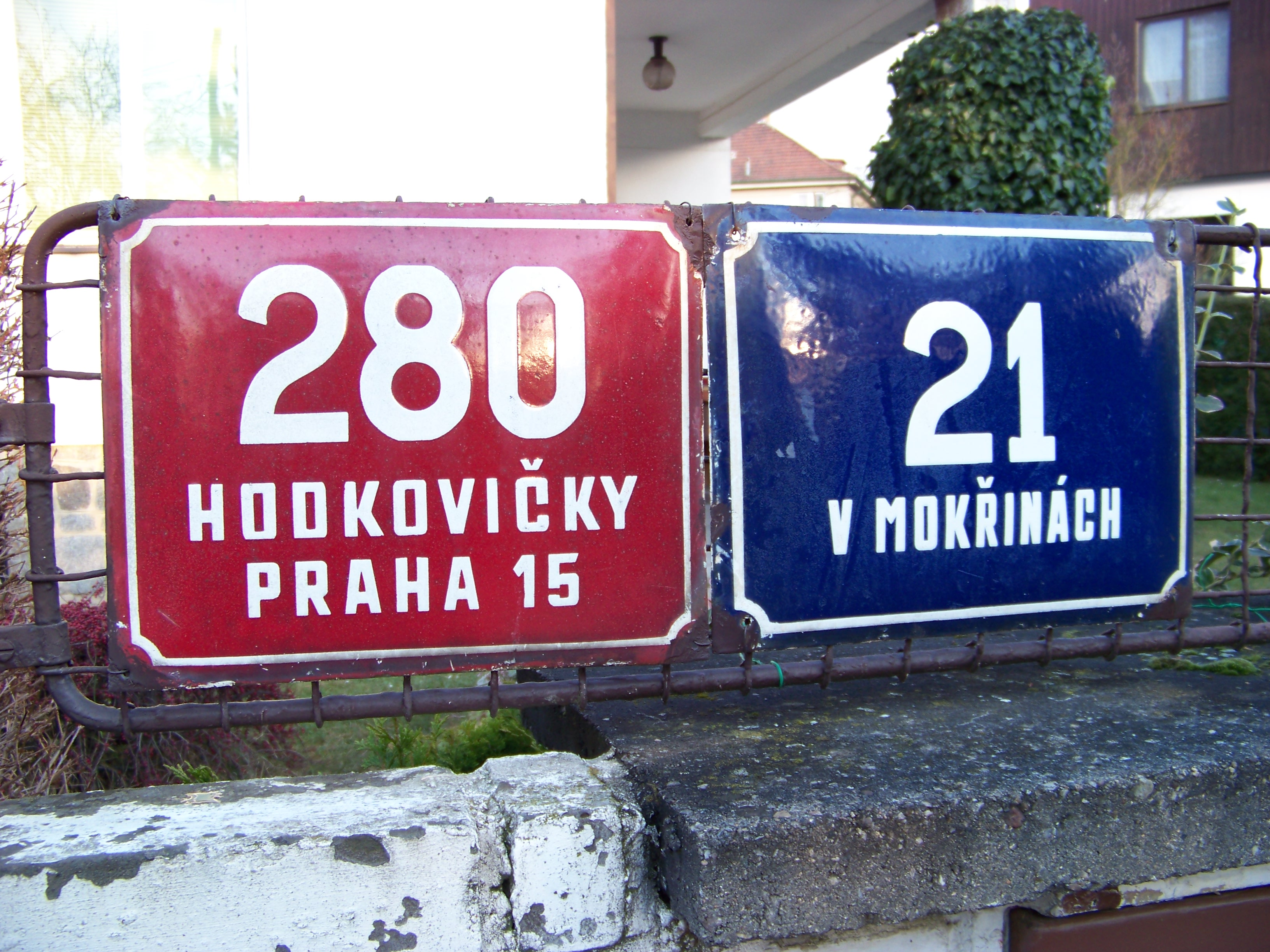
Staré číslo obvodu v ulici V mokřinách

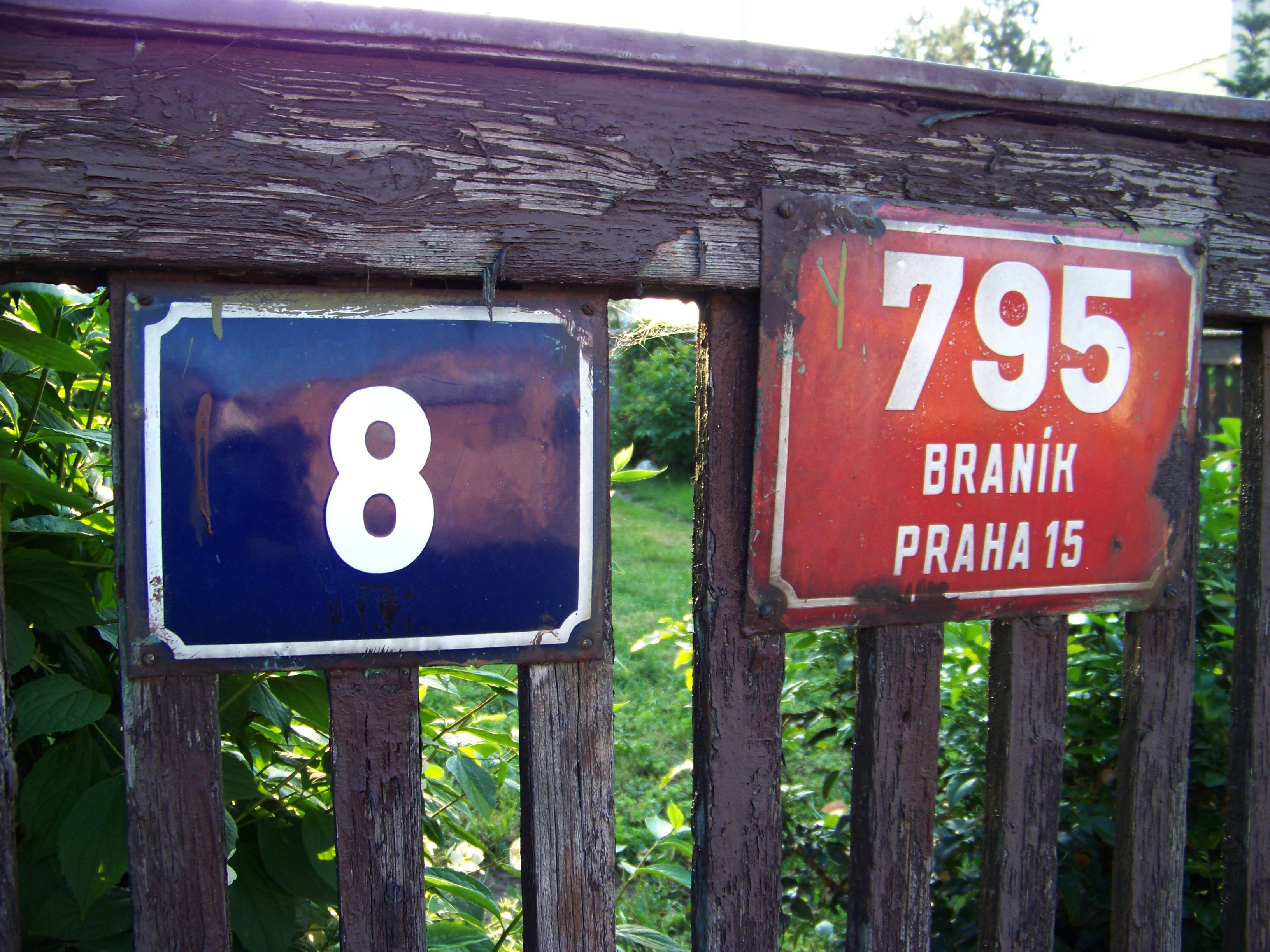
Staré číslo obvodu v ulici Na Zemance

Praha 15 bylo v letech 1949–1960 označení městského obvodu hlavního města Prahy, který zahrnoval Braník, Podolí, část Hodkoviček a část Krče. 
Základem pro vznik obvodu Praha 15 byl dosavadní obvod Praha XV (od roku 1947 nazvaný Praha XV – Braník), který vznikl jako volební a samosprávný obvod k 17. lednu 1923 na základě vládního nařízení č. 7/1923 Sb. Obvod Praha 15 vznikl k 1. dubnu 1949, kdy byla Praha vládním nařízením č. 79/1949 Sb. rozčleněna novou správní reformou na 16 městských obvodů číslovaných arabskými číslicemi. Od obvodu Praha XV se jeho vymezení liší tím, že je menší o část Hodkoviček a rozšířen o část Krče – obě změny se týkají hranice se sousedním obvodem Praha XIV - Nusle transformovaného na obvod Praha 14. Od 11. dubna 1960 zákon č. 36/1960 Sb. vymezil v Praze 10 obvodů, přičemž území dosavadních obvodů Praha 14 a Praha 15 se stalo jádrem nového obvodu Praha 4. Zákon č. 418/1990 Sb., o hlavním městě Praze, s účinností od 24. listopadu 1990 a poté znovu Statut hlavního města Prahy (vyhláška hl. m. Prahy č. 55/2000 Sb. HMP) s účinností od 1. července 2001 zařadily Braník, Podolí, Hodkovičky i Krč do městské části Praha 4. 
Obvodní národní výbor v Praze 15 v roce 1954 sídlil v domě č.p. 777 na dnešním Branickém náměstí, tehdy byla ovšem adresa uváděna podle ulice "Ve Studeném" - její dolní část se nyní jmenuje "Vrbova" . Později tato budova sloužila Oblastní vojenské správě pro Prahu - jih a nyní slouží Archivu bezpečnostních složek.